# Asiago Hockey 2016-2017
Questa pagina contiene i dati relativi alla stagione hockeystica 2016-2017 della società di hockey su ghiaccio Asiago Hockey 1935.

## Piazzamenti
- Serie A: 2º posto
- Alps Hockey League: 2º posto

## Roster
| #  | Naz.                   | Giocatore            | Data di Nascita | Luogo di Nascita | Altezza (cm) | Peso (kg) | Ruolo                | Stecca (Presa) |
| -- | ---------------------- | -------------------- | --------------- | ---------------- | ------------ | --------- | -------------------- | -------------- |
| 29 | Canada-Italia          | Frédéric Cloutier    | 14/05/1981      | St-Honoré        | 183          | 82        | Portiere             | Destra         |
| 32 | Italia (bandiera)      | Davide Mantovani     | 14/04/1995      | Asiago           | 187          | 84        | Portiere             | Sinistra       |
| 1  | Italia (bandiera)      | Luca Stevan          | 04/06/1997      | Asiago           | 180          | 86        | Portiere             | Sinistra       |
| 17 | Italia (bandiera)      | Lorenzo Casetti      | 14/09/1993      | Trento           | 190          | 80        | Difensore            | Sinistra       |
| 23 | Italia (bandiera)      | Stefano Marchetti    | 10/11/1986      | Trento           | 181          | 74        | Difensore            | Sinistra       |
| 7  | Italia (bandiera)      | Andrea Strazzabosco  | 07/10/1994      | Asiago           | 182          | 78        | Difensore            | Destra         |
| 4  | Canada-Italia          | Daniel Sullivan      | 26/04/1987      | Scarborough      | 181          | 85        | Difensore            | Sinistra       |
| 3  | Canada-Italia          | Mike Sullivan        | 16/06/1992      | Toronto          | 185          | 85        | Difensore            | Sinistra       |
| 2  | Italia (bandiera)      | Francesco Forte      | 18/04/1999      | Asiago           | 177          | 67        | Difensore            | Sinistra       |
| 15 | Italia (bandiera)      | Enrico Miglioranzi ← | 08/10/1991      | Padova           | 183          | 82        | Difensore            | Sinistra       |
| 24 | Italia (bandiera)      | Andreas Lutz         | 30/03/1986      | Merano           | 171          | 77        | Difensore/Attaccante | Destra         |
| 55 | Italia (bandiera)      | Federico Benetti (C) | 08/06/1986      | Asiago           | 170          | 75        | Ala                  | Destra         |
| 13 | Italia (bandiera)      | Davide Dal Sasso     | 13/02/1997      | Asiago           | 180          | 65        | Attaccante           | Sinistra       |
| 54 | Italia (bandiera)      | Davide Conci →       | 20/03/1996      | Trento           | 180          | 80        | Attaccante           | Sinistra       |
| 95 | Italia (bandiera)      | Marco Magnabosco     | 12/08/1995      | Asiago           | 167          | 70        | Attaccante           | Destra         |
| 21 | Canada (bandiera)      | Anthony Nigro        | 11/01/1990      | Vaughan          | 183          | 84        | Centro/Ala           | Sinistra       |
| 88 | Italia (bandiera)      | Fabrizio Pace        | 11/10/1995      | Torino           | 175          | 72        | Attaccante           | Sinistra       |
| 20 | Italia (bandiera)      | Stefano Piva         | 21/06/1991      | Trento           | 175          | 88        | Centro               | Sinistra       |
| 16 | Italia (bandiera)      | Michele Stevan       | 11/03/1993      | Asiago           | 181          | 79        | Ala                  | Sinistra       |
| 14 | Italia (bandiera)      | Matteo Tessari       | 30/07/1989      | Asiago           | 184          | 82        | Centro               | Sinistra       |
| 19 | Italia (bandiera)      | Davide Xamin →       | 19/03/1996      | Varese           | 185          | 100       | Attaccante           | Sinistra       |
| 10 | Canada-Italia          | Giulio Scandella     | 18/09/1983      | Montréal         | 185          | 83        | Ala sinistra         | Sinistra       |
| 9  | Stati Uniti (bandiera) | Colin Long           | 19/06/1989      | Santa Ana        | 180          | 86        | Centro               | Destra         |
| 11 | Canada (bandiera)      | Krystofer Kolanos ←← | 27/07/1981      | Calgary          | 191          | 93        | Centro/Ala           | Destra         |

→ parte della stagione in prestito al farm team Pergine

← dal 22/11/2016

←← dal 05/01/2017

### Organigramma societario
Area direttiva
- Presidente: Piercarlo Mantovani
- Direttore sportivo: Renato Tessari
- Team manager: Antonio Rigoni

Staff tecnico
- Capo allenatore: Tom Barrasso
- Assistenti allenatore: Francesco Frigo
- Assistenti allenatore: Nicola Tessari
- Assistenti allenatore: Gianfilippo Pavone
- Team leader: Bruno Stella

Area sanitaria
- Medico: Gaetano Scuderi
- Medico: Giovanni Costacurta
- Fisioterapista: Nicolò Milan
- Preparatore atletico: Maurizio Bellodi

Area organizzativa
- Attrezzista: Mario Palano